# Jörg Lauster
Jörg Lauster (* 1. Juli 1966 in Heidelberg) ist ein deutscher evangelischer Theologe.

## Leben
Lauster studierte evangelische Theologie, Philosophie und Romanistik an den Universitäten München, Tübingen und Heidelberg. Auf die Promotion in München 1996 bei Jan Rohls folgte 2002 die Habilitation an der Johannes Gutenberg-Universität Mainz. 
Lauster war von 2006 bis 2015 Professor für Systematische Theologie und Religionsphilosophie an der Philipps-Universität Marburg. 2015 wurde er – als Nachfolger von Gunther Wenz – Professor für Systematische Theologie an der Ludwig-Maximilians-Universität München.
Jörg Lauster ist verheiratet und hat eine Tochter.

## Veröffentlichungen (Auswahl)
- Die Erlösungslehre Marsilio Ficinos. Theologiegeschichtliche Aspekte des Renaissanceplatonismus. De Gruyter, Berlin 1998, ISBN 3-11-015713-6 (Dissertation, Universität München 1996).
- Prinzip und Methode. Die Transformation des protestantischen Schriftprinzips durch die historische Kritik von Schleiermacher bis zur Gegenwart. Mohr Siebeck, Tübingen 2004, ISBN 3-16-148305-7 (Habilitationsschrift, Universität Mainz 2002/03).
- Gott und das Glück. Das Schicksal des guten Lebens im Christentum. Gütersloher Verlagshaus, Gütersloh 2004, ISBN 978-3-579-06500-7.
- Religion als Lebensdeutung. Theologische Hermeneutik heute. Wissenschaftliche Buchgesellschaft, Darmstadt 2005, ISBN 978-3-534-17443-0.
- Die Verzauberung der Welt. Eine Kulturgeschichte des Christentums. C.H. Beck, München 2014; 6. durchges. A. 2021, ISBN 978-3-406-66664-3.
- Der ewige Protest. Reformation als Prinzip. Claudius, München 2017, ISBN 978-3-532-62496-8.
- Der heilige Geist. Eine Biographie. Beck, München 2021, ISBN 978-3-406-76627-5.
- Das Christentum. Geschichte, Lebensformen, Kultur. Beck, München 2022, ISBN 978-3-406-78193-3 (BsR 2933).